# Harold Isaacs
Harold Robert Isaacs (* 13. September 1910 in New York City; † 9. Juli 1986 in Boston) war ein US-amerikanischer Journalist und Politikwissenschaftler.

## Leben
Isaacs wuchs als Sohn eines Immobilienmagnaten jüdisch-litauischer Herkunft in Manhattan auf. Er studierte unter anderem Französisch und Philosophie an der Columbia University. Beeinflusst von dem Sozialreformer Norman Thomas, dem Historiker Parker T. Moon und dem China-Korrespondenten Thomas F. Millard trat er 1930 eine Reise nach Fernost an. Er engagierte sich in Shanghai in der politischen Linken und schrieb das Buch The Tragedy of the Chinese Revolution, über die zweite chinesische Revolution von 1925 bis 1927. Die erste Ausgabe erschien 1938 mit einem Vorwort von Leo Trotzki.
Im Zweiten Weltkrieg berichtete er für das Newsweek Magazine aus China und Südostasien. Von 1953 bis 1976 arbeitete er am Massachusetts Institute of Technology im Department of political science. 1974 wurde er in die American Academy of Arts and Sciences gewählt. 1980 kehrte er noch einmal nach China zurück und veröffentlichte einen Bericht über die Reise.
Sein Sohn Arnold R. Isaacs war während der Zeit des Vietnam-Kriegs Korrespondent für die Baltimore Sun.

## Werke
- Harold R. Isaacs: Die Tragödie der chinesischen Revolution, Mehring Verlag, 2016, ISBN 978-3-88634-109-2. Vorwort des Verlags